# Angove Conservation Park
Angove Conservation Park är en park i Australien. Den ligger i delstaten South Australia, omkring 16 kilometer nordost om delstatshuvudstaden Adelaide.
Runt Angove Conservation Park är det ganska glesbefolkat, med 42 invånare per kvadratkilometer.. Närmaste större samhälle är Adelaide, omkring 16 kilometer sydväst om Angove Conservation Park. 
Runt Angove Conservation Park är det i huvudsak tätbebyggt. Genomsnittlig årsnederbörd är 593 millimeter. Den regnigaste månaden är juli, med i genomsnitt 95 mm nederbörd, och den torraste är december, med 13 mm nederbörd.